# 新しい自分へ
「新しい自分へ」（あたらしいじぶんへ）は、アンダーグラフの楽曲。デジタル配信限定シングルとして、2024年2月21日に各音楽配信サービスにてリリースされた。

## 概要
前作『薄明』『アイかわらず』から約1年ぶりのデジタルシングルのリリースで、デビュー20周年の2024年第一弾作品となる。
本楽曲は、アミューズメントメディア総合学院CMソングとして書き下ろされた。
ミュージックビデオは、2024年5月1日にYouTubeチャンネルにて公開された。

## 収録内容
| #         | タイトル         | 作詞・作曲 | 編曲                    | 時間 |
| --------- | ---------------- | ---------- | ----------------------- | ---- |
| 1.        | 「新しい自分へ」 | 真戸原直人 | アンダーグラフ、KIM DAN | 4:12 |
| 合計時間: | 合計時間:        | 合計時間:  | 合計時間:               | 4:12 |